# Łeonid Kuczma

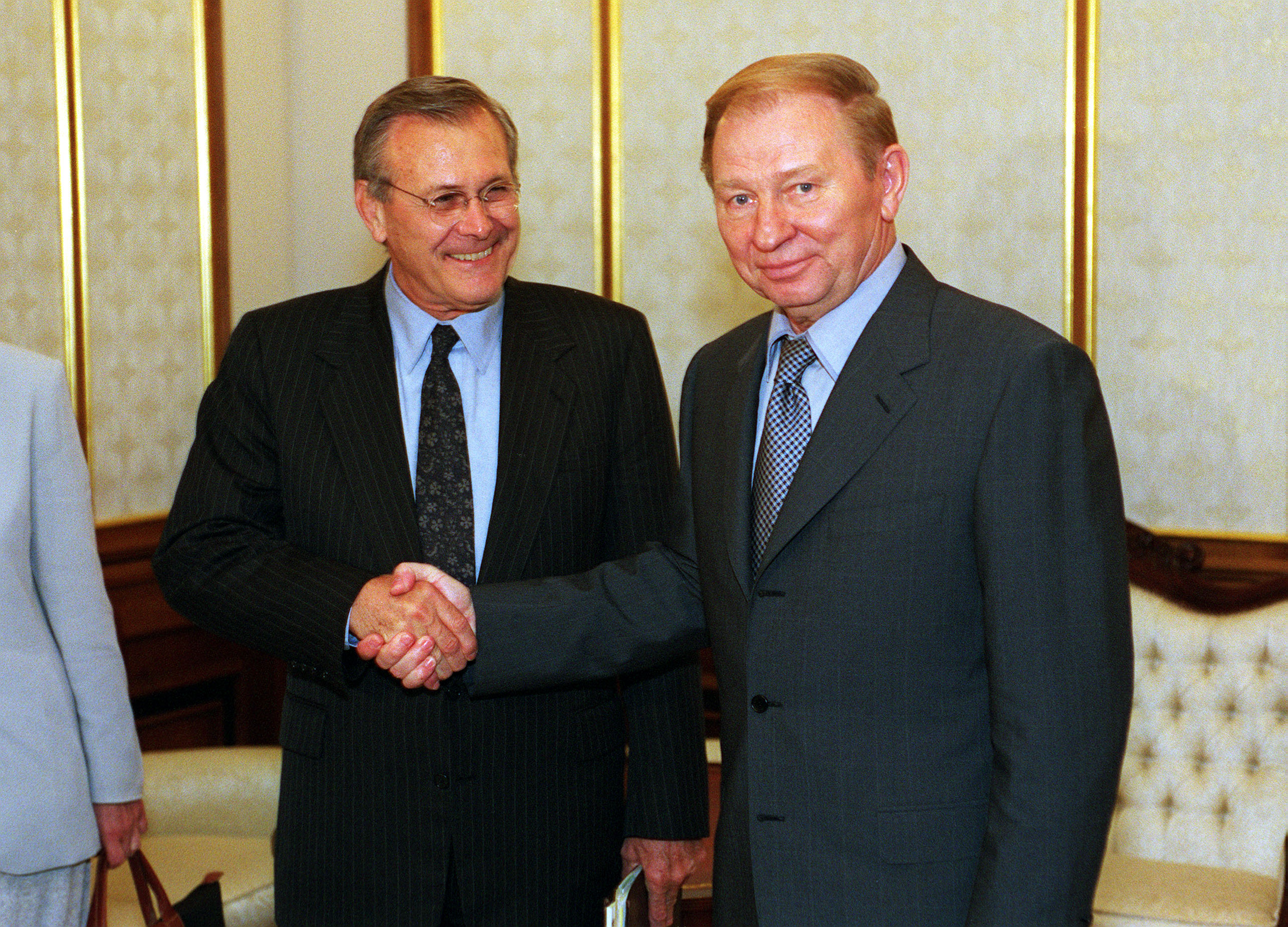
Łeonid Kuczma i sekretarz obrony Stanów Zjednoczonych Donald Rumsfeld w 2001

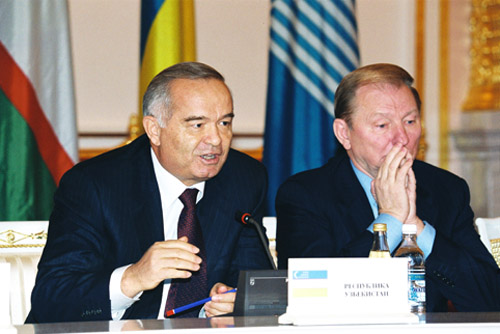
Z prezydentem Uzbekistanu Islomem Karimovem w 2001

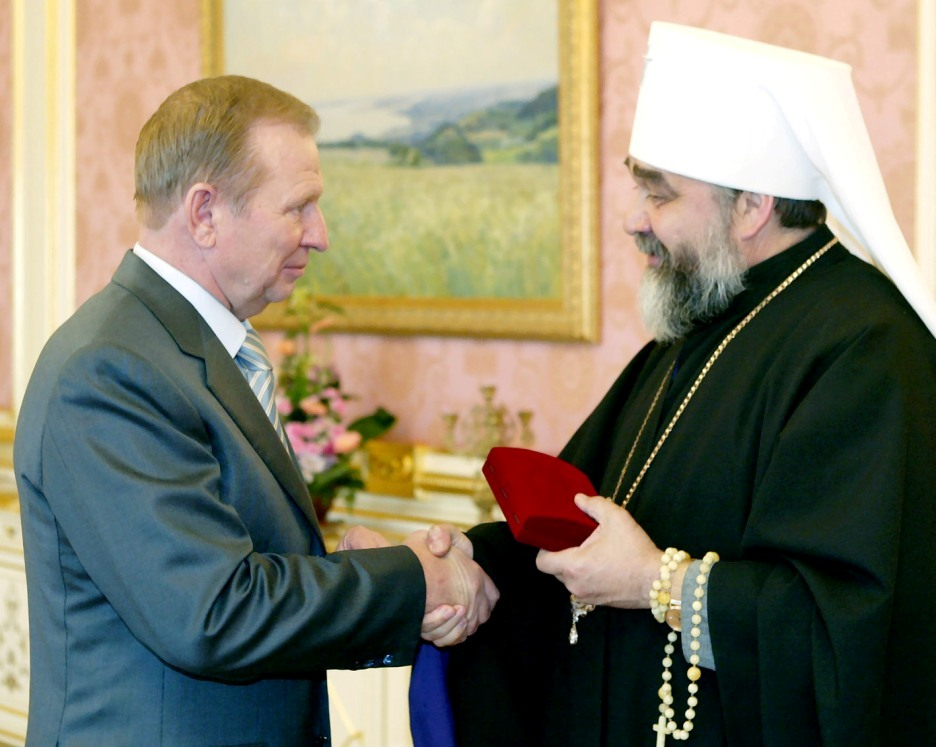
Łeonid Kuczma i Metody, zwierzchnik Ukraińskiego Autokefalicznego Kościoła Prawosławnego (2004)

Łeonid Danyłowycz Kuczma, ukr. Леонід Данилович Кучма (ur. 9 sierpnia 1938 w Czajkynem) – ukraiński polityk, inżynier i działacz komunistyczny, kandydat nauk technicznych. Premier Ukrainy w latach 1992–1993 oraz prezydent Ukrainy w latach 1994–2005, pełniący tę funkcję przez dwie kadencje. W latach 1990–1994 deputowany do Rady Najwyższej USRR i Rady Najwyższej Ukrainy.

## Życiorys

### Młodość
Jego ojciec pracował jako leśniczy. W stopniu starszego sierżanta walczył w szeregach Armii Czerwonej podczas II wojny światowej. Był odznaczony Orderem Czerwonej Gwiazdy. Zmarł 7 lutego 1942 w szpitalu wojskowym nr 756 na skutek zapalenia płuc. Został pochowany w zbiorowej mogile. Do 1996 był uznawany za zaginionego. Matka Łeonida Kuczmy była natomiast pracownicą kołchozu.

### Wykształcenie i działalność zawodowa
W 1960 został absolwentem wydziału fizyki i technologii Dniepropetrowskiego Uniwersytetu Państwowego. Uzyskał następnie stopień kandydata nauk technicznych. Po ukończeniu studiów zaczął pracę w radzieckim przemyśle kosmicznym w KB Jużnoje w Dniepropietrowsku. W wieku 28 lat został zatrudniony na kierowniczym stanowisku na kosmodromie Bajkonur. W 1982 został pierwszym zastępcą generalnego konstruktora w zakładach przemysłu kosmicznego Jużmasz. W latach 1986–1992 zajmował tam stanowisko dyrektora generalnego.

### Działalność polityczna do 1994
W 1960 wstąpił do Komunistycznej Partii Związku Radzieckiego. W 1986 i 1990 był delegatem na XVII i XVIII zjazd KPZR. Wchodził w skład Komitetu Centralnego Komunistycznej Partii Ukrainy. Pod koniec lat 80. stał się jawnym krytykiem polityki partii komunistycznej.
W 1990 został wybrany deputowanym do Rady Najwyższej Ukraińskiej Socjalistycznej Republiki Radzieckiej (przekształconej w 1991 w Radę Najwyższą Ukrainy). W lipcu 1990 głosował za deklaracją suwerenności państwowej Ukrainy, a 24 sierpnia 1991 poparł w parlamencie ukraińską deklarację niepodległości. W wyborach prezydenckich w 1991 wspierał kandydaturę Ihora Juchnowskiego. W październiku 1992 objął urząd premiera Ukrainy. Zgodził się na wybór, motywując to trudną sytuacją gospodarczą kraju. Funkcję tę pełnił do września 1993.
W wyborach parlamentarnych w 1994 ponownie uzyskał mandat deputowanego.

### Prezydent Ukrainy
W 1994 wziął udział w wyborach prezydenckich, pokonując ubiegającego się o reelekcję Łeonida Krawczuka. Ponownie został wybrany na prezydenta w kolejnych wyborach w 1999, wygrywając w drugiej turze z Petrem Symonenką, liderem Komunistycznej Partii Ukrainy.
Jego oponenci i część zagranicznych mediów wiązała jego osobę ze zniknięciem opozycyjnego dziennikarza Heorhija Gongadze, który został zamordowany we wrześniu 2000. Dowodem miały być taśmy, nagrane potajemnie i udostępnione zachodnim mediom przez byłego prezydenckiego ochroniarza (majora Mykołę Melnyczenkę), z których miało wynikać, że w rozmowie z ówczesnymi szefem administracji prezydenta Wołodymyrem Łytwynem i ministrem spraw wewnętrznych Jurijem Krawczenko prezydent dyskutował na temat pozbycia się niewygodnego dziennikarza. Taśmy ujawnił lider Socjalistycznej Partii Ukrainy Ołeksandr Moroz, co stało się początkiem szerokiej akcji społecznej „Ukraina bez Kuczmy”, demonstracji ulicznych i postawienia miasteczka namiotowego demonstrantów w centrum Kijowa. W 2001 parlament kilkakrotnie bezskutecznie starał się uruchomić procedurę impeachmentu. Pojawiły się też oskarżenia o bezprawną sprzedaż broni za granicę. Popularność Łeonida Kuczmy spadła z 60% do 20%.
W wyborach parlamentarnych w 2002 Łeonid Kuczma wspierał blok Za Jedyną Ukrainę (ukr. За єдину Україну!), na którego czele stał Wołodymyr Łytwyn.
Ukraiński prezydent był przez wiele lat popierany przez zagranicznych polityków (m.in. przez Aleksandra Kwaśniewskiego, który wielokrotnie demonstrował dla niego sympatię), liczących na wyraźniejsze zwrócenie się Ukrainy ku Europie Zachodniej. W lipcu 2004 Łeonid Kuczma wykonał jednak zwrot w polityce zagranicznej, rezygnując z aspiracji do członkostwa w NATO oraz UE, licząc w zamian na pomoc prezydenta Rosji Władimira Putina w utrzymaniu władzy.
W wyborach prezydenckich w 2004 popierał kandydaturę Wiktora Janukowycza, po wybuchu pomarańczowej rewolucji brał udział w negocjacjach mających zakończyć powstały kryzys. Zakończył urzędowanie ostatecznie 23 stycznia 2005. Kilka dni wcześniej oficjalnie pogratulował Wiktorowi Juszczence zwycięstwa w wyborach prezydenckich.

### Działalność po prezydenturze
W marcu 2011 zastępca prokuratora generalnego poinformował o wszczęciu śledztwa przeciwko Łeonidowi Kuczmie w związku z podejrzeniem jego udziału w morderstwie dziennikarza Heorhija Gongadze. Były prezydent został objęty zakazem opuszczania kraju. W grudniu 2011 sąd w Pieczersku uchylił decyzję o wszczęciu postępowania karnego przeciwko byłemu prezydentowi.
We wrześniu 2014 Łeonid Kuczma reprezentował Ukrainę w rozmowach z separatystami z regionu Doniecka, mając wpływ na ogłoszony rozejm oraz na kształt memorandum pokojowego podpisanego 20 września 2014 w Mińsku.

## Życie prywatne
Żonaty z Ludmyłą; ma córkę Ołenę, która została żoną przedsiębiorcy i polityka Wiktora Pinczuka.

## Odznaczenia i wyróżnienia

Herb kawalera Orderu Królewskiego Serafinów stworzony dla Łeonida Kuczmy (1999)

- Order Czerwonego Sztandaru Pracy (ZSRR, 1976)[16]
- Nagroda Leninowska (1981)[16]
- Państwowa Nagroda Ukrainy w dziedzinie nauki i techniki (1993)[17]
- Krzyż Wielki Orderu Białej Róży Finlandii (Finlandia, 1995)[18]
- Krzyż Wielki Udekorowany Wielką Wstęgą Orderu Zasługi Republiki Włoskiej (Włochy, 1995)[19]
- Łańcuch Orderu Wyzwoliciela San Martina (Argentyna, 1996)[20]
- Łańcuch Orderu Zasługi Cywilnej (Hiszpania, 1996)[21]
- Krzyż Wielki Order Witolda Wielkiego (Litwa, 1996)[22]
- Order Orła Białego (Polska, 1997)[23]
- Wielka Gwiazda Odznaki Honorowej za Zasługi dla Republiki Austrii (Austria, 1998)[24]
- Krzyż Wielki Orderu Wielkiego Księcia Giedymina (Litwa, 1998)
- Order „Za wybitne zasługi” (Uzbekistan, 1998)[25]
- Wielki Łańcuch Orderu Infanta Henryka (Portugalia, 1998)[26]
- Order Istiqlal (Azerbejdżan, 1999)[27]
- Order Złotego Orła (Kazachstan, 1999)[28]
- Order Królewski Serafinów (Szwecja, 1999)[29]
- Łańcuch Orderu Gwiazdy Rumunii (Rumunia, 2000)[30]
- Łańcuch Orderu Grobu Świętego (Zakon Rycerski Grobu Bożego w Jerozolimie, 2000)[31]
- Medal „Betlejem 2000” (Autonomia Palestyńska, 2000)[32]
- Order Republiki (Mołdawia, 2003)[33]
- Order Wielkiej Rewolucji Wrześniowej (Libia, 2003)[34]
- Order „Za zasługi dla Ojczyzny” I klasy (Federacja Rosyjska, 2004)[35]
- Order Domowy Korony Brunei (Brunei, 2004)[36]
- Odznaka honorowa Wspólnoty Niepodległych Państw (Wspólnota Niepodległych Państw, 2004)[37]
- Order Wachtanga I Gorgasalego I klasy (Gruzja, 2013)[38]
- Medal jubileuszowy „25 lat niepodległości Ukrainy” (Ukraina, 2016)[39]
- Honorowy obywatel: obwodu donieckiego (2002), Krzywego Rogu (1999)[40], Sewastopola (2002), Erywania (2002), Dniepru, Białogrodu nad Dniestrem, Połtawy
- Godność akademika Międzynarodowej Akademii Astronautyki[41]